# Vela als Jocs Olímpics d'estiu de 1988

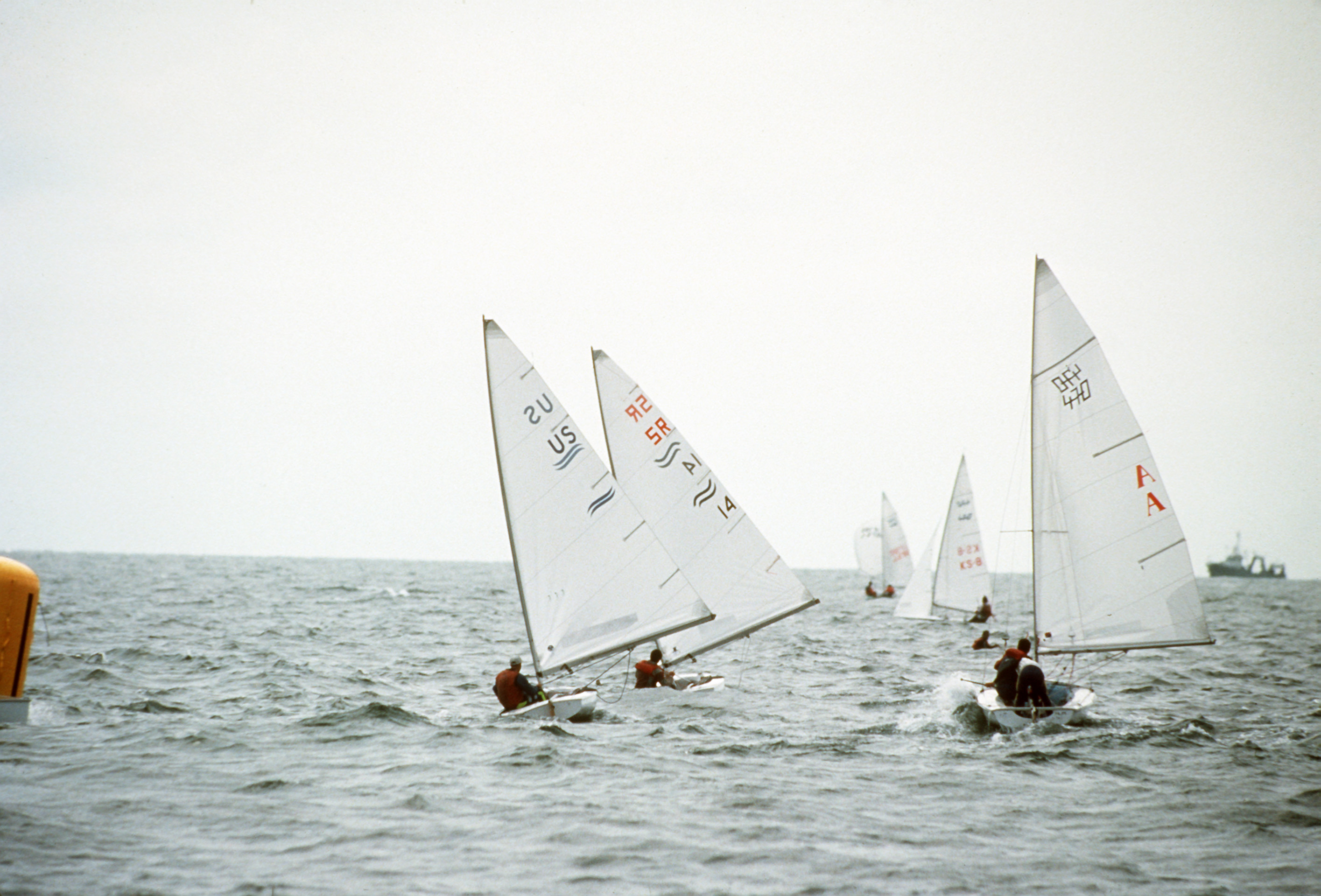
Competició de vela ala Jocs Olímpics de 1988.

Als Jocs Olímpics d'Estiu de 1988 celebrats a la ciutat de Seül (Corea del Sud) es disputaren vuit proves de vela, tres en categoria masculina, una en femenina i quatre en mixta. La competició se celebrà entre els dies 20 i 27 de setembre de 1988 a la zona de regates de la mar Groga.
Hi participaren un total de 375 regatistes, entre ells 331 homes i 44 dones, de 60 comitès nacionals diferents.

## Resum de medalles

### Categoria masculina
| Prova               | Or                                  | Argent                                      | Bronze                                   |
| Classe 470 Detalls  | FrançaThierry Peponnet · Luc Pillot | Unió SovièticaTõnu Tõniste · Toomas Tõniste | Estats UnitsJohn Shadden · Charles McKee |
| Classe Finn Detalls | José Luis Doreste                   | Peter Holmberg                              | John Cutler                              |
| Windsurf Detalls    | Bruce Kendall                       | Jan Boersma                                 | Mike Gebhardt                            |

### Categoria femenina
| Prova              | Or                                       | Argent                                      | Bronze                                                 |
| Classe 470 Detalls | Estats UnitsAllison Jolly · Lynne Jewell | SuèciaMarit Söderström · Birgitta Bengtsson | Unió SovièticaLarisa Moskalenko · Irina Shunikhovskaya |

### Categoria mixta
| Prova                          | Or                                                 | Argent                                                         | Bronze                                              |
| Classe Flying Dutchman Detalls | DinamarcaJørgen Bojsen-Møller · Christian Grönborg | NoruegaOle Pollen · Erik Björkum                               | CanadàFrank McLaughlin · John Millen                |
| Classe Soling Detalls          | RDAJochen Schümann · Thomas Flach · Bernd Jäkel    | Estats UnitsJohn Kostecki · William Baylis · Robert Billingham | DinamarcaJesper Bank · Jan Mathiasen · Steen Secher |
| Classe Star Detalls            | Regne UnitMichael McIntyre · Bryn Vaile            | Estats UnitsMark Reynolds · Harold Haenel                      | BrasilTorben Grael · Nelson Falcao                  |
| Classe Tornado Detalls         | FrançaJean Le Deroff · Nicolas Henard              | Nova ZelandaChris Timms · Rex Sellers                          | BrasilLars Grael · Clinio Freitas                   |

## Medaller
| Posició | País                    | Or | Argent | Bronze | Total |
| 1       | França                  | 2  | 0      | 0      | 2     |
| 2       | Estats Units            | 1  | 2      | 2      | 5     |
| 3       | Nova Zelanda            | 1  | 1      | 1      | 3     |
| 4       | Dinamarca               | 1  | 0      | 1      | 2     |
| 5       | Espanya                 | 1  | 0      | 0      | 1     |
| 5       | Regne Unit              | 1  | 0      | 0      | 1     |
| 5       | RDA                     | 1  | 0      | 0      | 1     |
| 8       | Unió Soviètica          | 0  | 1      | 1      | 2     |
| 9       | Antilles Neerlandeses   | 0  | 1      | 0      | 1     |
| 9       | Illes Verges Americanes | 0  | 1      | 0      | 1     |
| 9       | Noruega                 | 0  | 1      | 0      | 1     |
| 9       | Suècia                  | 0  | 1      | 0      | 1     |
| 13      | Brasil                  | 0  | 0      | 2      | 2     |
| 14      | Canadà                  | 0  | 0      | 1      | 1     |